# Боббі Баун
Боббі Баун (англ. Bobby Baun; 9 вересня 1936, Ланіган — 14 серпня 2023) — канадський хокеїст, що грав на позиції захисника.
Володар Кубка Стенлі. Провів понад тисячу матчів у Національній хокейній лізі.

## Ігрова кар'єра
Хокейну кар'єру розпочав 1954 року в Хокейній асоціації Онтаріо (ОХА).
Протягом професійної клубної ігрової кар'єри, що тривала 18 років, захищав кольори команд «Рочестер Американс», «Торонто Мейпл-Ліфс», «Окленд Сілс» та «Детройт Ред-Вінгс».
Загалом провів 1060 матчів у НХЛ, включаючи 96 ігор плей-оф Кубка Стенлі.

## Тренерська робота
Один сезон Баун очолював клуб ВХА «Торонто Торос», його асистентом був ще один відомий гравець «Торонто Мейпл-Ліфс» Майк Ніколюк.

## Нагороди та досягнення
- Володар Кубка Джона Росса Робертсона в складі «Торонто Мальборос — 1955, 1956.
- Володар Меморіального Кубка в складі «Торонто Мальборос — 1955, 1956.
- Учасник матчу усіх зірок НХЛ — 1962, 1963, 1964, 1965, 1968.
- Володар Кубка Стенлі в складі «Торонто Мейпл-Ліфс» — 1962, 1963, 1964, 1967.

## Статистика
| Сезон        | Клуб                 | Ліга         | Регулярний сезон | Регулярний сезон | Регулярний сезон | Регулярний сезон | Регулярний сезон | Плей-оф | Плей-оф | Плей-оф | Плей-оф | Плей-оф |
| Сезон        | Клуб                 | Ліга         | І                | Г                | П                | О                | ШХ               | І       | Г       | П       | О       | ШХ      |
| ------------ | -------------------- | ------------ | ---------------- | ---------------- | ---------------- | ---------------- | ---------------- | ------- | ------- | ------- | ------- | ------- |
| 1954–55      | «Торонто Мальборос»  | ОХА          | 47               | 3                | 6                | 9                | —                | —       | —       | —       | —       | —       |
| 1955–56      | «Торонто Мальборос»  | ОХА          | 48               | 5                | 14               | 19               | —                | —       | —       | —       | —       | —       |
| 1956–57      | «Рочестер Американс» | АХЛ          | 46               | 2                | 13               | 15               | 117              | —       | —       | —       | —       | —       |
| 1956–57      | «Торонто Мейпл-Ліфс» | НХЛ          | 20               | 0                | 5                | 5                | 37               | —       | —       | —       | —       | —       |
| 1957–58      | «Торонто Мейпл-Ліфс» | НХЛ          | 67               | 1                | 9                | 10               | 91               | —       | —       | —       | —       | —       |
| 1958–59      | «Торонто Мейпл-Ліфс» | НХЛ          | 51               | 1                | 8                | 9                | 87               | 12      | 0       | 0       | 0       | 24      |
| 1959–60      | «Торонто Мейпл-Ліфс» | НХЛ          | 61               | 8                | 9                | 17               | 59               | 10      | 1       | 0       | 1       | 17      |
| 1960–61      | «Торонто Мейпл-Ліфс» | НХЛ          | 70               | 1                | 14               | 15               | 70               | 3       | 0       | 0       | 0       | 8       |
| 1961–62      | «Торонто Мейпл-Ліфс» | НХЛ          | 65               | 4                | 11               | 15               | 94               | 12      | 0       | 3       | 3       | 19      |
| 1962–63      | «Торонто Мейпл-Ліфс» | НХЛ          | 48               | 4                | 8                | 12               | 65               | 10      | 0       | 3       | 3       | 6       |
| 1963–64      | «Торонто Мейпл-Ліфс» | НХЛ          | 52               | 4                | 14               | 18               | 113              | 14      | 2       | 3       | 5       | 42      |
| 1964–65      | «Торонто Мейпл-Ліфс» | НХЛ          | 70               | 0                | 18               | 18               | 160              | 6       | 0       | 1       | 1       | 14      |
| 1965–66      | «Торонто Мейпл-Ліфс» | НХЛ          | 44               | 0                | 6                | 6                | 68               | 4       | 0       | 1       | 1       | 8       |
| 1966–67      | «Торонто Мейпл-Ліфс» | НХЛ          | 54               | 2                | 8                | 10               | 83               | 10      | 0       | 0       | 0       | 4       |
| 1967–68      | «Окленд Сілс»        | НХЛ          | 67               | 3                | 10               | 13               | 81               | —       | —       | —       | —       | —       |
| 1968–69      | «Детройт Ред-Вінгс»  | НХЛ          | 76               | 4                | 16               | 20               | 121              | —       | —       | —       | —       | —       |
| 1969–70      | «Детройт Ред-Вінгс»  | НХЛ          | 71               | 1                | 18               | 19               | 110              | 4       | 0       | 0       | 0       | 0       |
| 1970–71      | «Детройт Ред-Вінгс»  | НХЛ          | 11               | 0                | 3                | 3                | 24               | —       | —       | —       | —       | —       |
| 1970–71      | «Торонто Мейпл-Ліфс» | НХЛ          | 58               | 1                | 17               | 18               | 123              | 6       | 0       | 1       | 1       | 19      |
| 1971–72      | «Торонто Мейпл-Ліфс» | НХЛ          | 74               | 2                | 12               | 14               | 101              | 5       | 0       | 0       | 0       | 4       |
| 1972–73      | «Торонто Мейпл-Ліфс» | НХЛ          | 5                | 1                | 1                | 2                | 4                | —       | —       | —       | —       | —       |
| Усього в НХЛ | Усього в НХЛ         | Усього в НХЛ | 964              | 37               | 187              | 224              | 1491             | 96      | 3       | 12      | 15      | 165     |